# Ronald Brautigam

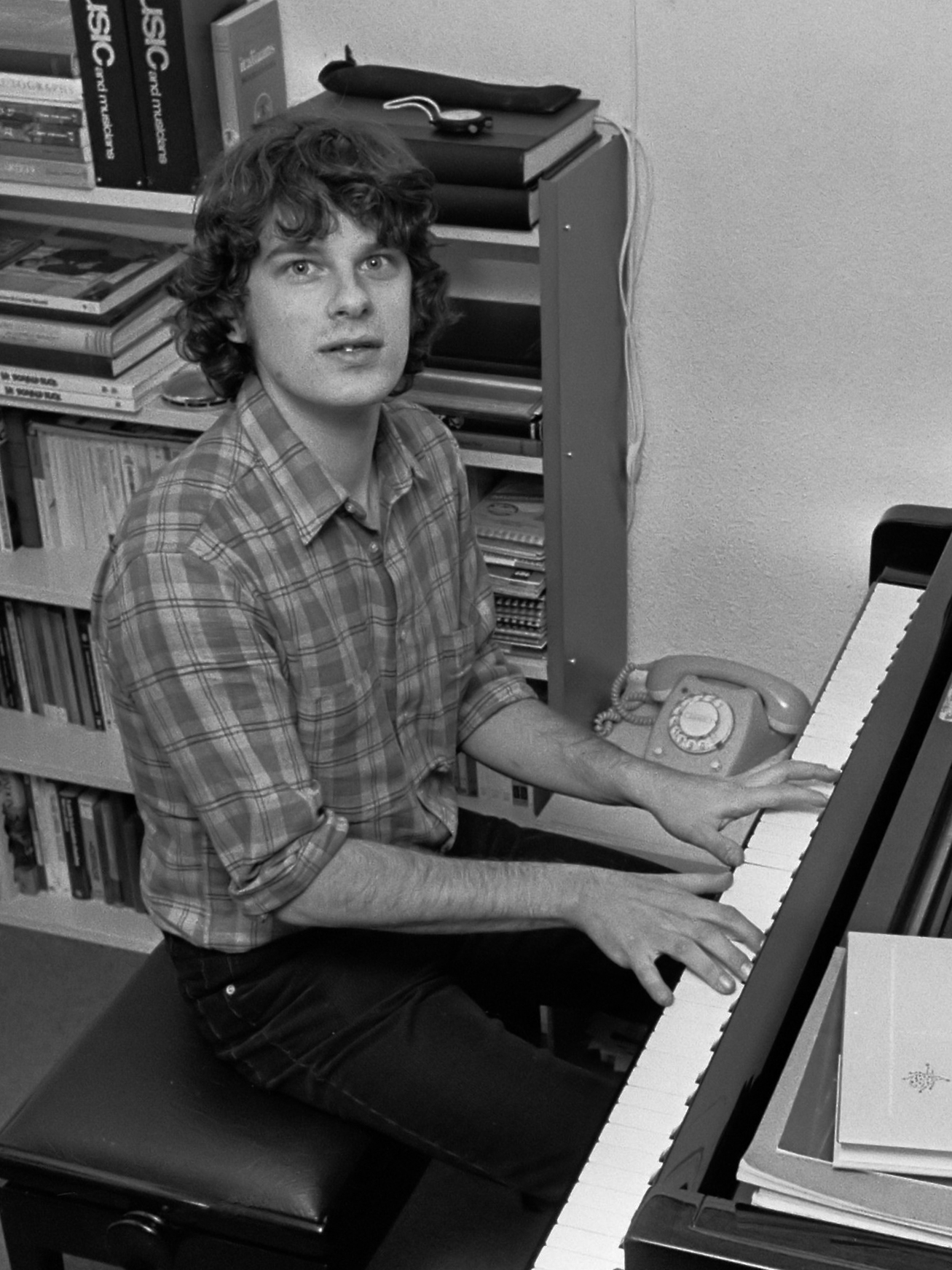
Ronald Brautigam (1981)

Ronald Brautigam (Amsterdam, 1 oktober 1954) is een Nederlandse pianist.

## Biografie
Brautigam heeft in Amsterdam aan het Sweelinck Conservatorium gestudeerd bij de pianopedagoog Jan Wijn. Vervolgens heeft hij in Londen gestudeerd bij John Bingham en in de VS bij Rudolf Serkin. In 1984 kreeg Brautigam de hoogste onderscheiding in de Nederlandse klassieke muziek, de Nederlandse Muziekprijs.
Hij treedt regelmatig in binnen- en buitenland op, met vooraanstaande orkesten, en heeft samengewerkt met de dirigenten Frans Brüggen, Riccardo Chailly, Charles Dutoit, Ed Spanjaard, Bernard Haitink, Philippe Herreweghe, Ton Koopman, Roger Norrington,
Simon Rattle, Edo de Waart en Andrew Parrott.
Met de klarinettist Arjan Ariëns Kappers en coloratuursopraan Dieuwke Aalbers vormde hij jarenlang het Arcturus Trio dat een divers repertoire uitvoerde. Naast de moderne piano is hij gespecialiseerd in het klassieke repertoire. Met musici als Ton Koopman, wijlen Frans Brüggen en Melvyn Tan werkt hij samen aan het klassieke pianowerk op fortepiano. Brautigam heeft alle pianosonates van Mozart op fortepiano uitgevoerd die nu ook op cd uitgegeven zijn, alsmede alle pianosonates van Beethoven en Haydn.
Brautigam ontving veel lof voor zijn reconstructie van Beethovens allereerste pianoconcert nr. 0 (WoO 4), dat hij schreef op dertienjarige leeftijd in 1784. De reconstructie is uitgegeven door Alba Music Press. In 2010 won Brautigam de prestigieuze Midem Classical Award voor zijn opname van dit weinig bekende en vroege werk van Beethoven.
Ronald Brautigam begeleidt ook vaak anderen. Zo is hij een vaste muziekpartner van de violiste Isabelle van Keulen.
In 2024 won Brautigam de Edison Oeuvreprijs Klassiek.

## Werk op cd (onvolledig)
Brautigam heeft veel cd's opgenomen, zowel solo als met grote orkesten. 
- Felix Mendelssohn - pianoconcerten
- Joseph Haydn - sonates
- Wolfgang Amadeus Mozart - piano-sonates
- Wolfgang Amadeus Mozart - piano-variaties
- Wolfgang Amadeus Mozart - alle 27 pianoconcerten
- Maurice Ravel - Le Tombeau de Couperin
- Robert Schumann - 2e Sonate
- Sergej Rachmaninov - alle préludes
- In 2005 startte Brautigam met opnames van alle Beethoven-sonates en variaties.
- 2008: de pianoconcerten van Ludwig van Beethoven op concertvleugel in samenwerking met Norrköpings Symfoniorkester o.l.v. Andrew Parrott
- 2019: de pianoconcerten van Ludwig van Beethoven op fortepiano in samenwerking met Die Kölner Akademie o.l.v. Michael Alexander Willens